# Uovo del palazzo di Alessandro
L'Uovo del palazzo di Alessandro è una delle uova imperiali Fabergé, un uovo di Pasqua gioiello che l'ultimo Zar di Russia, Nicola II donò a sua moglie, la Zarina Aleksandra.
Fu fabbricato a San Pietroburgo nel 1908 sotto la supervisione di Henrik Wigström, per conto del gioielliere russo Peter Carl Fabergé, della Fabergè.
Fu pagato 12.300 rubli dell'epoca. 
Rimase al Palazzo di Alessandro, nel "Salotto malva" di Aleksandra, fino al 1917 quando fu confiscato dal governo provvisorio di Kerenskij, durante la Rivoluzione russa, insieme a molti altri tesori imperiali.
Fu poi trasportato dal Palazzo Aničkov all'Armeria del Cremlino a Mosca dov'è custodito tuttora.

## Descrizione
L'uovo di nefrite siberiana è decorato con diamanti, oro, rubini e miniature ad acquerello su avorio.
Alle estremità superiore ed inferiore sono fissati due diamanti triangolari, tagliati come lastre sottili, recanti le iniziali AF (Alexandra Fedorovna) e la data 1908; ogni diamante è circondato da una ghirlanda di foglie d'oro intarsiate e fiori composti da rubini e diamanti.
Il resto del guscio dell'uovo è diviso verticalmente da cinque file di diamanti tra le quali, su ovali d'avorio incorniciati di diamanti, sono ritratti in miniatura ad acquerello i figli di Nicola II ed Aleksandra; sopra ogni ritratto c'è il monogramma coronato dell'iniziale del nome del bambino rappresentato, in diamanti.
Sul retro di ogni ritratto, visibile solo dall'interno dell'uovo, c'è la data di nascita di ciascuno dei figli: Olga - 3 novembre 1895, Tatiana - 29 maggio 1897, Maria - 14 giugno 1899, Anastasia - 5 giugno 1901, Alessio - 30 luglio 1904.
Altre ghirlande di foglie d'oro e di fiori di diamanti e rubini circondano i ritratti "appese", tra le file di diamanti che disegnano anche dei fiocchi con un rubino al centro.
Il supporto è stato fabbricato nel 1989 a Mosca.

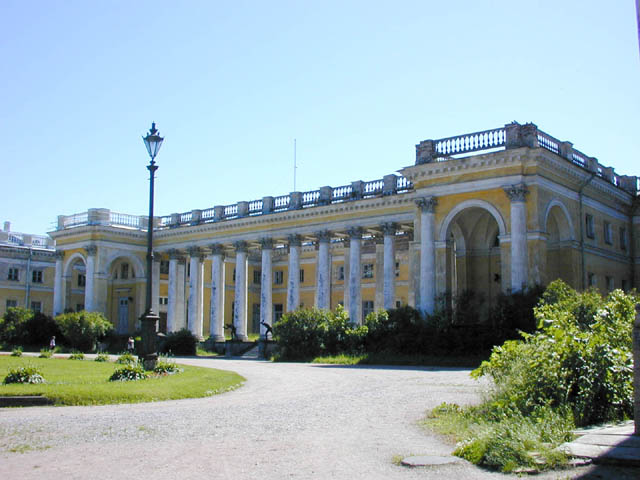
Il Palazzo di Alessandro.

### Sorpresa
La sorpresa celata nell'uovo è una dettagliata riproduzione in miniatura della residenza preferita della famiglia imperiale russa, il Palazzo di Alessandro a Carskoe Selo, con gli adiacenti giardini.
La miniatura è realizzata in oro colorato, le finestre sono fatte di cristallo di rocca, il tetto è smaltato in verde chiaro.
La riproduzione è collocata su un tavolo rotondo d'oro con cinque gambe, che può essere rimosso dall'uovo e che reca incisa la scritta: "Il palazzo a Carskoe Selo".